# Bandeira da província de Corrientes
A Bandeira de Corrientes é um dos símbolos oficiais da Província de Corrientes, uma subdivisão da Argentina. Foi criada por lei do congresso constituinte em 24 de dezembro de 1821 e cedida pela nação em 1826. À bandeira azul celeste branca com o sol no centro se agregou um triângulo na faixa branca central com as armas da província no centro.
Em 1840 se adotou por lei o lema "Patria-Liberdad-Constiyuición", que em português, que dizer "Pátria, Liberdade e Constituição". a bandeira foi oficializada em 24 de dezembro de 1986 por Decreto do Poder Executivo conforme as faculdades outorgadas pela lei de 24 de dezembro de 1821. 

## Bandeiras Históricas
A primeira bandeira provincial foi criada em 6 de janeiro de 1815 pelo então governador José Silva, era parecida com a nacional porém com duas listras vermelhas sobre a celeste. A segunda bandeira foi jurada e benzida na igreja de Merced em 24 de dezembro de 1821, esta insígnia era exatamente igual ao pavilhão nacional. Logo o sol foi suprimido para a inclusão do brasão, o que depois foi deixado sem efeito quando foi agregado um triângulo azul celeste na faixa branca.

## Descrição
Seu desenho consiste em um retângulo dividido em três listras de mesma largura nas cores azul celeste, branco e azul celeste. Na faixa branca há um triângulo isósceles cuja base está voltada para o mastro. Dentro da faixa branca está o brasão da província e uma legenda na cor negra com fontes em caixa alta e não serifadas em volta do escudo central.